# جائزة فلسطين الدولية للتميز والإبداع
جائزة فلسطين الدولية للتميز والإبداع جائزة فلسطينية، وإحدى برامج مؤسسة مجموعة الاتصالات للتنمية المجتمعية، يتكون مجلس أمنائها من 10 أعضاء برئاسة صبيح المصري.

## أهداف الجائزة
1. تشجيع المؤسسات العاملة في الأراضي الفلسطينية والكوادر الإدارية والمهنية على تطوير أدائها وتحسين خدماتها والارتقاء بممارستها الإدارية والمهنية.
2. التعبيرعن الشكر والتقدير للأداء المتميز والإنجازات الكفؤة والتجارب الرائدة والمبادرات المبدعة للمؤسسات والموارد البشرية في الأراضي الفلسطينية.
3. تطوير معايير تقييم تساهم في نشر وتطبيق مفاهيم التميز والإدارة الحديثة والإبداع والتميز، وتعميم أفضل الممارسات في الإدارة سواء للمؤسسات أو الأفراد أو التجارب.
4. تكريم الإنسان الفلسطيني على إبداعه ومثابرته وتقديمه مثاًلا يحتذى به وقدوة حسنة للآخرين في مجال العمل والمجال الإنساني، أو القدرة على التحدي والصمود والإبداع.
5. تكريم شخصيات دولية، وعربية، وإسلامية، ومن فلسطينيي المهجرعلى جهدها نحو دعم فلسطين والإنسانية ومبادئ وقيم الجائزة.

## انظر ايضاً
- قائمة الجوائز والميداليات العربية